# Bryan Hartnell
Bryan Calvin Hartnell (* 16. květen 1949) je jedna ze dvou přeživších obětí amerického sériového vraha přezdívaného Zodiac.
Navštěvoval Pacific Union College. Dne 27. září 1969 byl se svou dívkou Cecilií Shepardovou u jezera Berryessa. Tam za nimi za nedlouho přišel ozbrojený vrah a oba mladé lidi pobodal. On sám se šesti bodnými ranami přežil, ale Shepardová zemřela.
V roce 2007 si zahrál ve filmu Zodiac, působil zde jako komparzista a pomáhal upravovat detaily ve filmu z útoku na jezeře Berryessa. V současnosti působí jako právník ve městě Redlands.